# Amictus latifrons
Amictus latifrons är en tvåvingeart som beskrevs av Friedrich Hermann Loew 1873. Amictus latifrons ingår i släktet Amictus och familjen svävflugor. Inga underarter finns listade i Catalogue of Life.